# هنري هوارد (رسام)
هنري هوارد (بالإنجليزية: Henry Howard)‏ ولد في لندن يوم 31 يناير 1769 وتوفي في أكسفورد يوم 5 أكتوبر 1847، هو رسام بريطاني، اشتهر برسمه للصور والمشاهد التاريخية.